# Leichtathletik-Weltmeisterschaften 2015/Teilnehmer (Jamaika)
| Gelbes Symbol für Goldmedaillen mit stilisierten Olympischen Ringen | Graues Symbol für Silbermedaillen mit stilisierten Olympischen Ringen | Braundes Symbol für Bronzemedaillen mit stilisierten Olympischen Ringen |
| ------------------------------------------------------------------- | --------------------------------------------------------------------- | ----------------------------------------------------------------------- |
| 7                                                                   | 2                                                                     | 3                                                                       |

Der Leichtathletikverband Jamaikas nominierte 53 Athleten für die Leichtathletik-Weltmeisterschaften 2015 in der chinesischen Hauptstadt Peking.

## Medaillen
Mit sieben gewonnenen Gold-, zwei Silber- und drei Bronzemedaillen belegte das Team Jamaikas Rang 2 im Medaillenspiegel.

### Medaillengewinner

#### Gold
- Usain Bolt: 100 m
- Usain Bolt: 200 m
- Nickel Ashmeade, Kemar Bailey-Cole, Usain Bolt, Nesta Carter, Asafa Powell und Tyquendo Tracey: 4 × 100 m
- Shelly-Ann Fraser-Pryce: 100 m
- Veronica Campbell-Brown, Shelly-Ann Fraser-Pryce, Natasha Morrison, Sherone Simpson, Kerron Stewart und Elaine Thompson: 4 × 100 m
- Christine Day, Chrisann Gordon, Shericka Jackson, Anastasia Le-Roy, Stephenie Ann McPherson und Novlene Williams-Mills: 4 × 400 m
- Danielle Williams: 100 m Hürden

#### Silber
- Hansle Parchment: 110 m Hürden
- Elaine Thompson: 200 m

#### Bronze
- O’Dayne Richards: Kugelstoßen
- Veronica Campbell-Brown: 200 m
- Shericka Jackson: 400 m

## Ergebnisse

### Männer

#### Laufdisziplinen
| Athlet                                                                                   | Disziplin    | Vorlauf          | Vorlauf          | Halbfinale         | Halbfinale         | Finale             | Finale             |                    |
| Athlet                                                                                   | Disziplin    | Zeit             | Platz            | Zeit               | Platz              | Zeit               | Platz              |                    |
| ---------------------------------------------------------------------------------------- | ------------ | ---------------- | ---------------- | ------------------ | ------------------ | ------------------ | ------------------ | ------------------ |
| Nickel Ashmeade                                                                          | 100 m        | 10,19 s          | 27               | 10,06 s            | 14                 | nicht qualifiziert | nicht qualifiziert |                    |
| Nickel Ashmeade                                                                          | 200 m        | 20,40 s          | 25               | 20,19 s            | 9                  | 20,33 s            | 8                  |                    |
| Kemar Bailey-Cole                                                                        | 100 m        | nicht angetreten | nicht angetreten | nicht angetreten   | nicht angetreten   | nicht angetreten   | nicht angetreten   |                    |
| Usain Bolt                                                                               | 100 m        | 9,96 s           | 5                | 9,96 s             | 3                  | 9,79 s             | Gold               |                    |
| Usain Bolt                                                                               | 200 m        | 20,28 s          | 13               | 19,95 s            | 2                  | 19,55 s            | Gold               |                    |
| Asafa Powell                                                                             | 100 m        | 9,95 s           | 4                | 9,97 s             | 6                  | 10,00 s            | 7                  |                    |
| Rasheed Dwyer                                                                            | 200 m        | Reserve          | Reserve          | Reserve            | Reserve            | Reserve            | Reserve            |                    |
| Julian Forte                                                                             | 200 m        | 20,16 s          | 5                | 20,57 s            | 23                 | nicht qualifiziert | nicht qualifiziert |                    |
| Warren Weir                                                                              | 200 m        | 20,24 s          | 11               | 20,43 s            | 18                 | nicht qualifiziert | nicht qualifiziert |                    |
| Javon Francis                                                                            | 400 m        | 44,83 s          | 17               | 44,77 s            | 12                 | nicht qualifiziert | nicht qualifiziert |                    |
| Peter Matthews                                                                           | 400 m        | 44,69 s          | 15               | 45,42 s            | 22                 | nicht qualifiziert | nicht qualifiziert |                    |
| Rusheen McDonald                                                                         | 400 m        | 43,93 s          | 1                | 44,86 s            | 15                 | nicht qualifiziert | nicht qualifiziert |                    |
| Kemoy Campbell                                                                           | 5000 m       | 14:00,55 min     | 31               |                    |                    | nicht qualifiziert | nicht qualifiziert | nicht qualifiziert |
| Omar McLeod                                                                              | 110 m Hürden | 13,43 s          | 11               | 13,14 s            | 3                  | 13,18 s            | 6                  |                    |
| Hansle Parchment                                                                         | 110 m Hürden | 13,33 s          | 6                | 13,16 s            | 4                  | 13,03 s            | Silber             |                    |
| Andrew Riley                                                                             | 110 m Hürden | 13,43 s          | 11               | 13,43 s            | 16                 | nicht qualifiziert | nicht qualifiziert |                    |
| Roxroy Cato                                                                              | 400 m Hürden | 49,47 s          | 25               | nicht qualifiziert | nicht qualifiziert | nicht qualifiziert | nicht qualifiziert |                    |
| Leford Green                                                                             | 400 m Hürden | 49,33 s          | 19               | 49,59 s            | 20                 | nicht qualifiziert | nicht qualifiziert |                    |
| Annsert Whyte                                                                            | 400 m Hürden | 49,10 s          | 14               | 48,90 s            | 16                 | nicht qualifiziert | nicht qualifiziert |                    |
| Nickel Ashmeade Kemar Bailey-Cole Usain Bolt Nesta Carter Asafa Powell Tyquendo Tracey   | 4 × 100 m    | 37,41 s          | 1                |                    |                    | 37,36 s            | Gold               |                    |
| Ricardo Chambers Javon Francis Dane Hyatt Peter Matthews Jonia McDonald Rusheen McDonald | 4 × 400 m    | 2:58,69 min      | 3                |                    |                    | 2:58,51 min        | 4                  |                    |

#### Sprung/Wurf
| Athlet           | Disziplin   | Qualifikation | Qualifikation | Finale             | Finale             |
| Athlet           | Disziplin   | Weite         | Platz         | Weite              | Platz              |
| ---------------- | ----------- | ------------- | ------------- | ------------------ | ------------------ |
| Damar Forbes     | Weitsprung  | 7,62 m        | 26            | nicht qualifiziert | nicht qualifiziert |
| O’Dayne Richards | Kugelstoßen | 20,55 m       | 6             | 21,69 m            | Bronze             |
| Fedrick Dacres   | Diskuswurf  | 65,77 m       | 1             | 64,22 m            | 7                  |
| Jason Morgan     | Diskuswurf  | 60,85 m       | 22            | nicht qualifiziert | nicht qualifiziert |
| Chad Wright      | Diskuswurf  | 61,53 m       | 17            | nicht qualifiziert | nicht qualifiziert |

### Frauen

#### Laufdisziplinen
| Athletin | Disziplin        | Vorlauf         | Vorlauf         | Halbfinale         | Halbfinale         | Finale             | Finale             |
| Athletin | Disziplin        | Zeit            | Platz           | Zeit               | Platz              | Zeit               | Platz              |
| --- | ---------------- | --------------- | --------------- | ------------------ | ------------------ | ------------------ | ------------------ |
| Veronica Campbell-Brown                                                                                         | 100 m            | 11,04 s         | 6               | 10,89 s            | 4                  | 10,91 s            | 4                  |
| Veronica Campbell-Brown                                                                                         | 200 m            | 22,79 s         | 8               | 22,47 s            | 7                  | 21,97 s            | Bronze             |
| Shelly-Ann Fraser-Pryce                                                                                         | 100 m            | 10,88 s         | 1               | 10,82 s            | 1                  | 10,76 s            | Gold               |
| Shelly-Ann Fraser-Pryce                                                                                         | 200 m            | Reserve         | Reserve         | Reserve            | Reserve            | Reserve            | Reserve            |
| Natasha Morrison                                                                                                | 100 m            | 11,08 s         | 8               | 10,96 s            | 7                  | 11,02 s            | 7                  |
| Sherone Simpson                                                                                                 | 100 m            | 11,22 s         | 18              | 11,06 s            | 11                 | nicht qualifiziert | nicht qualifiziert |
| Sherone Simpson                                                                                                 | 200 m            | 22,52 s         | 3               | 22,53 s            | 8                  | 22,50 s            | 8                  |
| Elaine Thompson                                                                                                 | 200 m            | 22,78 s         | 7               | 22,13 s            | 2                  | 21,66 s            | Silber             |
| Christine Day                                                                                                   | 400 m            | 50,58 s         | 6               | 50,82 s            | 10                 | 50,14 s            | 4                  |
| Shericka Jackson                                                                                                | 400 m            | 50,41 s         | 3               | 50,03 s            | 2                  | 49,99 s            | Bronze             |
| Stephenie Ann McPherson                                                                                         | 400 m            | 50,34 s         | 1               | 50,32 s            | 5                  | 50,42 s            | 5                  |
| Novlene Williams-Mills                                                                                          | 400 m            | 51,07 s         | 12              | 50,47 s            | 6                  | 50,47 s            | 6                  |
| Simoya Campbell                                                                                                 | 800 m            | 2:01,43 min     | 28              | nicht qualifiziert | nicht qualifiziert | nicht qualifiziert | nicht qualifiziert |
| Natoya Goule | 800 m            | 2:02,37 min     | 33              | nicht qualifiziert | nicht qualifiziert | nicht qualifiziert | nicht qualifiziert |
| Aisha Praught                                                                                                   | 3000 m Hindernis | disqualifiziert | disqualifiziert |                    |                    | –                  | –                  |
| Shermaine Williams                                                                                              | 100 m Hürden     | 12,78 s         | 4               | 12,86 s            | 8                  | 12,95 s            | 7                  |
| Danielle Williams                                                                                               | 100 m Hürden     | 12,77 s         | 3               | 12,58 s            | 1                  | 12,57 s            | Gold               |
| Janieve Russell                                                                                                 | 400 m Hürden     | 55,09 s         | 7               | 54,78 s            | 6                  | 54,64 s            | 5                  |
| Kaliese Spencer                                                                                                 | 400 m Hürden     | 55,03 s         | 6               | 54,45 s            | 4                  | 55,47 s            | 8                  |
| Shevon Stoddart                                                                                                 | 400 m Hürden     | 56,60 s         | 27              | nicht qualifiziert | nicht qualifiziert | nicht qualifiziert | nicht qualifiziert |
| Ristananna Tracey                                                                                               | 400 m Hürden     | 57,60 s         | 30              | nicht qualifiziert | nicht qualifiziert | nicht qualifiziert | nicht qualifiziert |
| Veronica Campbell-Brown Shelly-Ann Fraser-Pryce Natasha Morrison Sherone Simpson Kerron Stewart Elaine Thompson | 4 × 100 m        | 41,84 s         | 1               |                    |                    | 41,07 s            | Gold               |
| Christine Day Chrisann Gordon Shericka Jackson Anastasia Le-Roy Stephenie Ann McPherson Novlene Williams-Mills  | 4 × 400 m        | 3:23,62 min     | 3               |                    |                    | 3:19,13 min        | Gold               |

#### Sprung/Wurf
| Athletin          | Disziplin   | Qualifikation | Qualifikation | Finale             | Finale             |
| Athletin          | Disziplin   | Weite         | Platz         | Weite              | Platz              |
| ----------------- | ----------- | ------------- | ------------- | ------------------ | ------------------ |
| Shanieka Thomas   | Dreisprung  | 14,05 m       | 8             | 14,08 m            | 11                 |
| Kimberly Williams | Dreisprung  | 14,23 m       | 6             | 14,45 m            | 5                  |
| Danniel Thomas    | Kugelstoßen | 16,62 m       | 22            | nicht qualifiziert | nicht qualifiziert |

#### Siebenkampf
| Athletin     | Disziplin | 100 m Hürden | Hochsprung | Kugelstoßen | 200 m   | Weitsprung | Speerwurf | 800 m            | Punkte | Platz                   |
| ------------ | --------- | ------------ | ---------- | ----------- | ------- | ---------- | --------- | ---------------- | ------ | ----------------------- |
| Salcia Slack | Ergebnis  | 13,98 s      | 1,62 m     | 13,53 m     | 24,73 s | 5,54 m     | 36,11 m   | nicht angetreten | –––    | Wettkampf nicht beendet |
| Salcia Slack | Punkte    | 981          | 759        | 763         | 912     | 712        | 593       | 0                | –––    | Wettkampf nicht beendet |